# Eric Whitaker

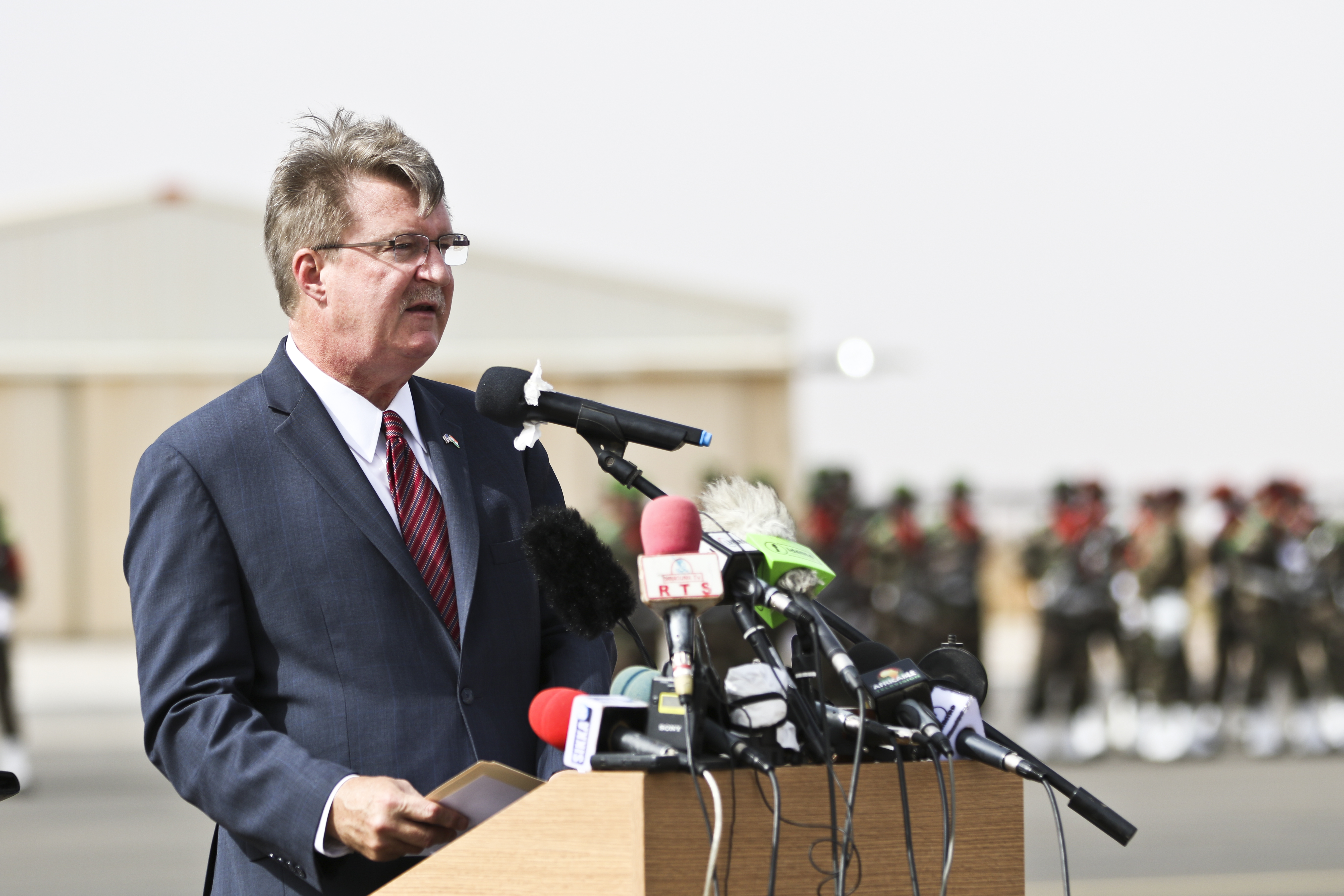
Eric Whitaker in Niamey (2018)

Eric Paul Whitaker (* 1956 oder 1957 in DeKalb, Illinois) ist ein US-amerikanischer Diplomat.

## Leben
Eric Whitaker wurde als Sohn einer Studentin der Northern Illinois University in DeKalb und eines Mitarbeiters von Ideal Industries geboren. Er verbrachte seine Kindheit am Campus der Northern Illinois University, deren Laborschule er besuchte. Im Alter von elf Jahren übersiedelte er mit seinen Eltern ins nahegelegene North Aurora. Er ging auf die North Aurora Elementary School, die George Washington Junior High School und die West Aurora High School.
Whitaker studierte an der University of Illinois, die er 1980 als Bachelor of Science in Biologie und Master of Science in Gesundheitspädagogik verließ. Anschließend verbrachte von 1980 bis 1982 zwei Jahre als Freiwilliger des Peace Corps auf den Philippinen. Dort wirkte er als Lehrer und im Gesundheits- und Sanitärbereich. Er lernte auf den Philippinen seine künftige Ehefrau Jonita kennen und begann sich für eine diplomatische Laufbahn zu interessieren. Zurück in den Vereinigten Staaten, machte er 1984 einen Master in öffentlicher Verwaltung an der University of Pittsburgh. Die Whitakers zogen für sechs Jahre nach Kalifornien, wo Eric Whitaker als Assistent des City Managers der Stadt Lodi arbeitete. In dieser Zeit wurden ihre beiden Kinder geboren.
Eric und Jonita Whitaker traten danach in den Dienst des Außenministeriums der Vereinigten Staaten in Washington, D.C. Eric Whitaker wurde 1990 Vizekonsul an der US-Botschaft in Seoul in Südkorea. Das Ehepaar wurde in weiterer Folge nach Khartum in Sudan geschickt, von dort allerdings bald evakuiert. Jonita Whitaker ging mit den Kindern nach Äthiopien, während Eric Whitaker zunächst in Uganda in der Flüchtlingsarbeit tätig war. Er kam schließlich nach Äthiopien nach, wo er von 1994 bis 1997 an der US-Botschaft in Addis Abeba als Wirtschafts- und Handelsoffizier wirkte. Die Whitakers bewarben sich beide erfolgreich um eine Versetzung nach Mali. Eric Whitaker war von 1997 bis 1999 Politik- und Wirtschaftsoffizier an der US-Botschaft in Bamako. Von 2000 bis 2002 leitete er die wirtschaftliche und politische Abteilung an der US-Botschaft in Maputo in Mosambik.
Die Whitakers kehrten anschließend in die Vereinigten Staaten zurück. Eric Whitaker machte 2003 einen Master-Abschluss in Public Policy an der Wilson School der Princeton University. Er war von 2003 bis 2005 als Handelspolitikoffizier im Büro für Wirtschafts- und Geschäftsangelegenheiten des Außenministeriums in Washington, D.C. tätig. Danach wirkte er wieder im Ausland, zunächst von 2005 bis 2007 als Botschaftsrat für politische und wirtschaftliche Angelegenheiten an der US-Botschaft im sudanesischen Khartum, gefolgt von einer von 2007 bis 2008 währenden Tätigkeit als Teamleiter für den Wiederaufbau an der US-Botschaft in Bagdad im Irak. Whitaker war an der Entwicklung der öffentlichen Infrastruktur, des Straßennetzes und von Zäunen im Ostteil von Bagdad beteiligt. Er traf in Bagdad Präsident George W. Bush und Außenministerin Condoleezza Rice im Zuge eines Staatsbesuchs, zudem war er während eines Kurzaufenthalts in Washington, D.C. ein persönlicher Gast von First Lady Laura Bush während der State of the Union Address.
Eric Whitaker wurde 2008 zum stellvertretenden Leiter der US-Botschaft in Niamey in Niger berufen. Dort blieb er zunächst bis 2010 und wirkte während dieser Zeit auch als Geschäftsträger der Botschaft. Seine nächste Funktion erfüllte er von 2010 bis 2012 als wirtschaftlicher Botschaftsrat an der US-Botschaft in Nairobi in Kenia. Whitaker wirkte danach von 2012 bis 2013 als außenpolitischer Berater der Combined Joint Task Force am Horn von Afrika der AFRICOM in Dschibuti. Von 2013 bis 2015 wurde er als stellvertretender Leiter der US-Botschaft in N’Djamena in Tschad eingesetzt. Whitaker arbeitete ab 2015 als Direktor für ostafrikanische Angelegenheiten beim Assistant Secretary of State for African Affairs in Washington, D.C. Im darauffolgenden Jahr starb seine Frau Jonita Whitaker. Er war 2017 interimsmäßig Deputy Assistant Secretary für ostafrikanische Angelegenheiten in Washington, D.C.
Eric Whitaker wurde 2018 als US-Botschafter in Niamey in Niger akkreditiert. In dieser Funktion folgte er Eunice Reddick nach. Er verließ den Posten 2021 und ging in den Ruhestand.

## Ehrungen
- Kommandeur des Verdienstordens Nigers (2021)[9]
- University of Illinois: College of Liberal Arts & Sciences Alumni Achievement Award (2023)[8]